# Herbert Rauter (Anglist)
Herbert Rauter (* 13. Juni 1930 in Essen; † 23. Januar 1986) war ein deutscher Anglist.

## Leben
Nach der Promotion zum Dr. phil. in Köln 1961 wurde er 1963  Professor an der Goethe-Universität Frankfurt/Main und 1969 an der Heinrich-Heine-Universität Düsseldorf. Dort hatte er von 1974 bis 1976 das Amt des Rektors inne. Er kam 1986 bei einem Autounfall ums Leben. 

## Schriften (Auswahl)
- Bild und Symbol im Werke John Steinbecks. Köln 1960, OCLC 603551510.
- Die Sprachauffassung der englischen Vorromantik in ihrer Bedeutung für die Literaturkritik und Dichtungstheorie der Zeit. Bad Homburg 1970, OCLC 8992491.